# Bambolina (Luca Madonia)
Bambolina è il secondo album del cantautore italiano Luca Madonia, pubblicato dall'etichetta discografica WEA nel 1993.
L'album, disponibile su long playing, musicassetta e compact disc, è prodotto e arrangiato da Mauro Paoluzzi. I brani sono interamente composti dall'interprete, ad eccezione de Il sole è spento e Basta, firmati insieme a Paoluzzi.

## Tracce

### Lato A
1. Siamo noi
2. Il sole è spento
3. Basta
4. Ma che fretta c'è
5. Meglio da soli

### Lato B
1. Bambolina
2. Solo per quello che sei
3. Dammi una mano
4. Credimi

## Formazione
- Luca Madonia – voce
- Paolo Costa – basso
- Lele Melotti – batteria
- Piero Gemelli – chitarra acustica, chitarra elettrica
- Nicolò Fragile – tastiera
- Mauro Paoluzzi – chitarra elettrica
- Beppe Gemelli – batteria
- Claudio Bazzari – slide guitar, chitarra solista
- Demo Morselli – tromba
- Mint Juleps – cori